# Gefleckte Kettennatter
Die Gefleckte Kettennatter (Lampropeltis holbrooki) ist eine Schlangenart aus der Familie der Nattern, die in den mittleren USA zwischen dem Mississippi im Osten und Texas, Oklahoma,  Kansas und dem Pecos River im Westen vorkommt. Im Norden reicht das Verbreitungsgebiet bis in den Süden von Iowa und Südosten von Nebraska, im Süden erreicht es zwischen der Mündung des Mississippi und der des Rio Grande die Küste des Golfs von Mexiko.

## Merkmale
Die Gefleckte Kettennatter ist eine relativ große Natternart, die in der Regel eine Länge von 90 bis 122 cm, in seltenen Fällen auch bis über 180 cm erreichen kann. Die Anzahl der Bauchschuppen liegt bei 197 bis 222, Männchen haben 46 bis 59 Subcaudalen, während bei Weibchen 37 bis 51 Subcaudale gezählt wurden. Die vergrößerte Analschuppe ist einteilig. Auf der Körpermitte verlaufen 19 bis 25 Dorsalschuppenreihen. Alle Schuppen sind glatt. Von anderen Kettennattern kann die Gefleckte Kettennatter am besten durch ihre Färbung unterschieden werden. Sie hat eine schwarze Grundfärbung, wobei im Zentrum jeder Schuppe ein weißer oder gelber Fleck liegt, so dass sich ein gesprenkeltes Muster ergibt. Gelegentlich ist auf der Rückenseite auch eine schwache Querstreifenbildung vorhanden. Im westlichen Texas ähnelt die Gefleckte Kettennatter der nah verwandten Wüstenkettennatter (Lampropeltis splendida), was aber wahrscheinlich eher eine phänotypische Reaktion auf eine ähnliche Umgebung als auf Hybridisierung oder Introgression zurückzuführen ist.

## Lebensraum
Die Gefleckte Kettennatter kommt in verschiedenen Habitaten vor. Dazu gehören die Sümpfe der unteren Mississippiregion, Flusstäler in offenen Prärien, Marschland an der Küste des Golfs und die Wälder des Ozark-Plateaus. Nötig sind immer Verstecke in Form dichter Vegetation oder von Steinhaufen oder Felsen.

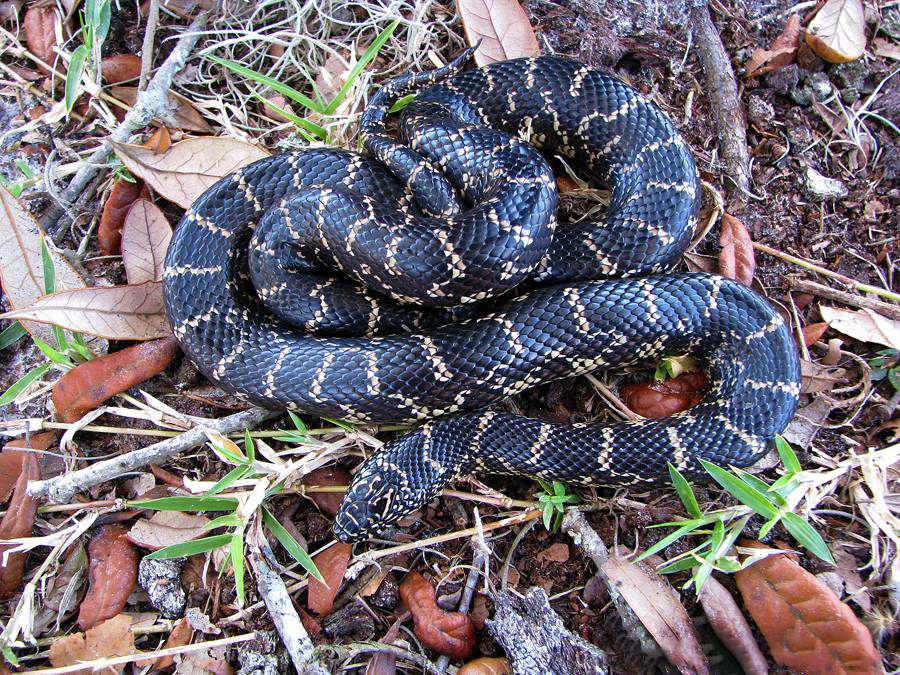
Ketten-Königsnatter (Lampropeltis getula)

## Systematik
Die Gefleckte Kettennatter wurde 1902 durch den amerikanischen Zoologen Leonhard Hess Stejneger erstmals wissenschaftlich beschrieben und zu Ehren des Herpetologen John Edwards Holbrook benannt. Sie galt seit ihrer Erstbeschreibung als Unterart der Ketten-Königsnatter (Lampropeltis getula), erhielt 2009 aber den Status einer eigenständigen Art. Die  Gefleckte Kettennatter ist die Schwesterart einer von der Wüstenkettennatter und der Kalifornischen Kettennatter (Lampropeltis californiae) gebildeten Klade. Die Gefleckte Kettennatter und die zu den beiden anderen Arten führende Linie trennten sich vor 1,86 bis 6,12 Millionen Jahren voneinander.

## Belege
1. ↑  Lampropeltis holbrooki In: The Reptile Database
2. 1 2  R Alexander Pyron u. Frank T Burbrink: Systematics Of The Common Kingsnake (Lampropeltis Getula; Serpentes: Colubridae) And The Burden Of Heritage In Taxonomy. Januar 2009, Zootaxa 2241:22-32, DOI:10.5281/zenodo.190597
3. ↑  Roger Conant: Field Guide to Reptiles and Amphibians of Eastern and Central North America. Peterson Field Guides, ISBN 0-395-19977-8. S. 203 u. 204.
4. ↑  Leonhard Hess Stejneger (1902): The reptiles of the Huachuca Mountains, Arizona. Proc. US Natl. Mus. 25 [1902]: 149–158